# The Terminator (игра, Probe Software)
The Terminator (с англ. — «Терминатор») — мультиплатформенная компьютерная игра в жанре action. Является первой частью серии игр о роботе Терминаторе и основывается на одноимённом фильме 1984 года.

## Сюжет
1984 год. Из 2029 года прибывает киборг Терминатор T-800, посланный суперкомпьютером Скайнетом. Цель робота — убить девушку по имени Сара Коннор, сын которой в будущем возглавит повстанцев во время войны между роботами и людьми. Одновременно с Т-800 в 1984 год был отправлен Кайл Риз, один из бойцов сопротивления. Его задачей является защитить Сару Коннор от Т-800.

## Игровой процесс
Игра представляет собой платформер с боковой прокруткой игровых экранов и двухмерной графикой и состоит из нескольких больших замкнутых уровней-локаций. Действие игры происходит в 1984 и 2029 году. В некоторых версиях игры (например, для Sega CD), между уровнями демонстрируются кадры из фильма.
Герой игры, солдат Кайл Риз, перемещается по уровням и уничтожает врагов. Персонаж вооружён автоматом и гранатами (в разных версиях эти два вида оружия являются стандартными), а также дробовиком. На некоторых уровнях героя сопровождает Сара Коннор, убегающая от Т-800; при этом киборг не может причинить Саре какого-либо вреда. Если бы он мог навредить Саре игра была бы непроходимой.
Враги в игре — роботы Скайнета (терминаторы, машины, вооружённые лазерами, пушки и др.), а также бандиты, панки; они имеют различный запас здоровья. Основным врагом в игре является киборг Т-800, отличающийся бо́льшим, чем у большинства противников, запасом здоровья. По мере прохождения персонаж встречает робота несколько раз; однако окончательно уничтожить его можно лишь в конце игры (монстр оказывается под прессом, который включает Сара). Также на некоторых из уровней представлены боссы — особо прочные роботы, созданные Скайнетом. Например танкеры, терминатор неизвестной модели появляющейся на уровне с машиной перемещения во времени.